# Гомбито
Гомбито (итал. Gombito) — коммуна в Италии, располагается в регионе Ломбардия, в провинции Кремона.
Население составляет 614 человек (2008 г.), плотность населения составляет 68 чел./км². Занимает площадь 9 км². Почтовый индекс — 26020. Телефонный код — 0374.
Покровителями коммуны почитаются святой Сикст II, папа Римский, и святая Либерата, празднование 6 августа.

## Демография
Динамика населения:

## Администрация коммуны
- Официальный сайт: